# Климушкин, Прокопий Диомидович
Прокопий Диомидович Климушкин (12.07.1886, Самарская губерния — 1969, Чехословакия) — эсер, делегат Всероссийского Учредительного собрания, гласный Самарской городской думы, глава ведомства внутренних дел КОМУЧа.

## Биография
Прокопий Климушкин родился 12 июля 1886 года в деревне Самаровка (бывшая Галаховка) Николаевского уезда (Самарская губерния) в крестьянской семье Диомида Васильевича Климушкина и его законной жены Ирины Григорьевны. Прокопий получил начальное образование и некоторое время даже работал сельским учителем (или писарем). Кроме того, он был погонщиком скота и помогал отцу в полевых работах.
Климушкин вступил в Партию социалистов-революционеров (ПСР) в 1905 году. В 1907 году он являлся членом «летучей дружины», за что был осужден на 12 лет каторги.
В марте 1917 года, в связи с Февральской революцией, Климушкин был освобожден. Вскоре он был избран членом Самарского Совета военных депутатов и гласным Самарской городской думы.
В конце 1917 года Прокопий Климушкин избрался делегатом Всероссийского Учредительного собрания от Самарского округа по списку № 3 (эсеры и Совет крестьянских депутатов). Был участником единственного заседания Учредительного собрания 5 января 1918 года.
Прокопий Диомидович был противником Брестского мира и сторонником продолжения войны против Германской империи до победного конца. С конца мая 1918 года Климушкин становится активным противником большевиков. Он вступает в КОМУЧ и становится руководителем его ведомства внутренних дел. Именно Климушкин настоял том, чтобы вооруженные силы Комуча назывались «Народная армия», дабы подчеркнуть её демократический характер и народность (и тем самым уязвить большевиков).
Покинул Россию в 1920 году, перебравшись в Прагу. После создания Русского народного университета занимал в нём должности управляющего делами и заведующего отделением специальных курсов.
Климушкин стал участником Пражского восстания в мае 1945 года. После этого он был депортирован из Чехословакии в СССР. По обвинению в антисоветской деятельности был приговорён к 10 годам лагерей.
Отбыв заключение, в 1956 году, Климушкин вернулся в Чехословакию; приезжал в СССР на похороны сестры в 1965 году. Умер в 1969 году. Был посмертно реабилитирован в 1992 году.

## Семья
Вторым браком был женат на чешской еврейке «пани Миле», у них был сын Пётр.

## Произведения
- Правда об Учредительном собрании. — Самара, 1918. Архивировано 18 октября 2016 года.
- Чехословацкое выступление. Волжское движение и образование Директории. — Прага, 1925.
- Борьба за демократию на Волге // Гражданская война на Волге. — Прага, 1930. Вып. 1.